# Dalgaarden
Dalgaarden ligger på Dalgaardsvej 8 i Gadevang udenfor Hillerød.
Gården nedbrændte og blev genopført i 1945. I 1970 blev den tredje længe bygget til og i 1995 blev denne længe ombygget fra swimmingpool til værelser. 
Gribskovvænget er opstået på Dalgårdens jorde og består af 45 husstande, hvor de fleste huse er opført under udstykningen i starten af 70'erne.
|  | Denne artikel om en bygning eller et bygningsværk kan blive bedre, hvis der indsættes et (bedre) billede. Du kan hjælpe ved at afsøge Wikimedia Commons for et passende billede eller lægge et op på Wikimedia Commons med en af de tilladte licenser og indsætte det i artiklen. |

55°58′0.65″N 12°17′8.4″Ø / 55.9668472°N 12.285667°Ø